# Rishon LeZion (título)
Rishon LeZion (literalmente "Primeiro para Sião" em hebraico) é um título hebraico para a posição de rabino-chefe sefardita da Terra de Israel, líder espiritual da comunidade sefardita. O título tem sido usado desde o início do século XVII e é baseado em um versículo do livro de Isaías 41:27. Entre 1842 e 1920, a posição de Hakham Bashi da Palestina foi oficialmente reconhecida pelos governos do Império Otomano e Britânico.[carece de fontes?]

## Lista dos Rishon LeZion
Esta lista de rabinos-chefes sefarditas da Terra de Israel documenta os rabinos que serviram como líder espiritual da comunidade sefardita na Terra de Israel desde meados do século XVII até os dias atuais.

### Século XVII
- Moshe ben Yonatan Galante (1665–?)
- Moshe ibn Habib (1689–1696)

### Século XVIII
- Avraham Ben David Yitzhaki (1709–1729)[1]
- Eliezer Ben Yaakov Nachum (c. 1730)
- Nissim Chaim Moshe Mizrachi (1748–1749)
- Israel Yaakov Algazi (c. 1754)
- Raphael Shmuel Meyuchas (1756–1771)
- Chaim Raphael Avraham Ben Asher (1771–1772)
- Yom Tov Algazi (1772–1802)

### Século XIX
- Moshe Yosef Mordechai Meyuchas (1802–1806)
- Yaakov Moshe Ayash al-Maghrebi (1806–1817)
- Yaakov Korach (1817–1818)
- Raphael Yosef Hazan (1819–1821)
- Yom Tov Danon (1822–1823)
- Shlomo Moses Suzin (1824–1836)
- Yonah Moshe Navon (1836–1841)
- Yehuda Raphael Navon (1841–1842)
- Chaim Avraham Gagin (1842–1848) - primeiro Hakham Bashi da Palestina reconhecido pelo governo Otomano.
- Yitzhak Kovo (1848–1854)
- Chaim Nissim Abulefia (1854–1861)
- Chaim David Hazan (1861–1869)
- Avraham Ashkenazi (1869–1880)
- Raphael Meir Panigel (1880–1892)
- Yaakov Shaul Elyashar (1893–1906)

### Século XX
- Yaakov Meir (1906)
- Eliyahu Moshe Panigel (1907)
- Moshe Franco (1911–1915)
- Chaim Moshe Elyashur (1914–1915)
- Nissin Yehuda Danun (1915–?)
- Yaakov Meir (1921–1939)
- Ben-Zion Meir Hai Uziel (1939–1954)
- Yitzhak Nissim (1955–1972)
- Ovadia Yosef (1973–1983)
- Mordechai Eliyahu (1983–1993)
- Eliyahu Bakshi-Doron (1993–2003)

### Século XXI
- Shlomo Amar (2003-2013 )
- Yitzhak Yosef (2013-)